# 白色恐怖 (匈牙利)

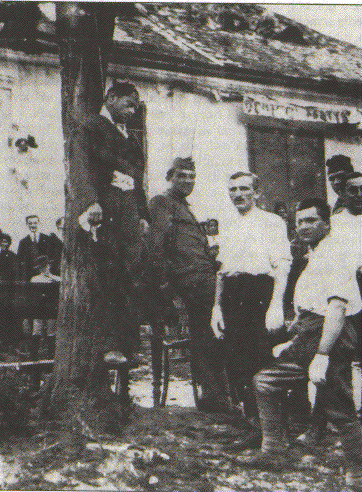
被反革命部队处决的匈牙利共产党人

白色恐怖（匈牙利語：Fehér Terror）是指1919年—1921年匈牙利的镇压性暴力时期，由反革命士兵实施，旨在清除支持短暂的匈牙利苏维埃共和国的任何支持者。数万人未经审判被监禁，约有1000人被杀。此外，1919年—1921年，约有1250—2500名犹太人被杀害，成千上万人受伤。极右翼民兵团体认为所有犹太人都是叛徒和共产主义者，因此对他们实施了强奸、抢劫和屠杀等暴行。